# Café Bonorand

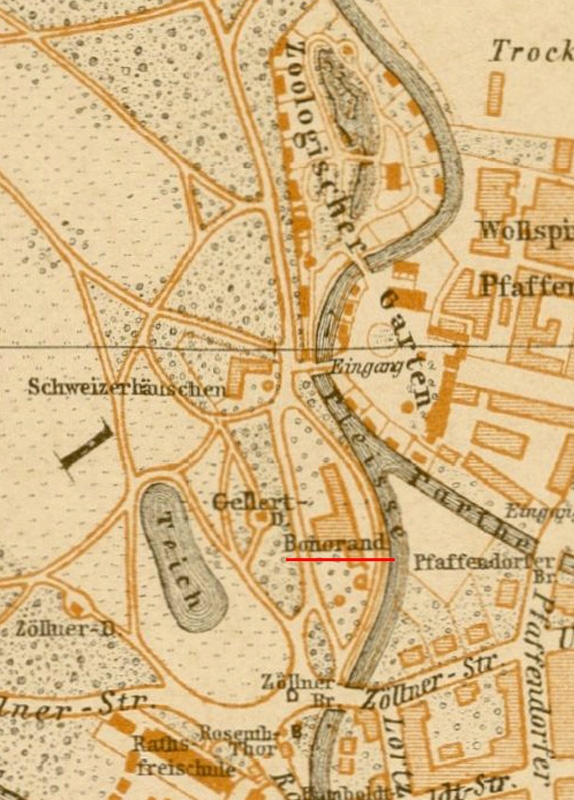
Die Lage des Bonorand auf einem Plan von 1890

Das Café Bonorand war eine im Leipziger Rosental als Café, Konditorei und Konzerthaus genutzte Einrichtung.
Nachdem 1777 vom Leipziger Rosentaltor aus entlang der Pleiße durch das Rosental ein Spazierweg nach Gohlis angelegt worden war, eröffnete 1782 ein Leipziger Konditor an diesem einen Verkaufsstand, vornehmlich für Eis. Auf alten Karten wird diese Einrichtung als Eisbude ausgewiesen, im Volksmund auch „Zur kalten Madame“ genannt.
An dieser Stelle ließ im Jahr 1841 Otto Bonorand (1789–1849) aus der Schweizer Zuckerbäckerfamilie Bonorand, die seit 1783 eine Konditorei in der Katharinenstraße 4 betrieb, ein Café erbauen, obwohl unweit davon ein weiteres Cafe das 1824 errichtete Schweizerhäuschen mit gutem Zuspruch betrieben wurde. Die Rechnung ging auf, und das Haus konnte bald erweitert werden. Ein großer Saal ermöglichte, anders als im Schweizerhäuschen, auch große Festveranstaltungen. Konzerte fanden sowohl im Haus als auch im Freien statt. Brockhaus Konversationslexikon sprach vom „Rosental mit dem Konzertgarten von Bonorand“.
Im Stadtgeschichtlichen Museum Leipzig finden sich unter anderem Einladungen und Programmzettel zu folgenden Veranstaltungen im Bonorand, die auf die breitgefächerte Gästepalette des Hauses schließen lassen:

- Ball der Brauer Leipzigs und Umgegend, 1880
- Morgen-Concert zur Feier des Sedan-Tages 1881
- Festkonzert des Börsenvereins deutscher Buchhändler, 1886
- 18. Stiftungsfest des Leipziger Musikervereins, 1887
- Sommer-Fest des Akademischen Gesangvereins Arion, 1893
- Brockenfest des Vereins Academia, 1895
- 20. Stiftungsfest des Vereins Academia Leipzig, 1895
- Festmahl zum Rektorwechsel 1900

Auch nach Besitzerwechseln behielt das Etablissement den Namen Bonorand. In den 1920er-Jahren dehnte sich der Leipziger Zoo nach Westen aus und okkupierte den Spazierweg nach Gohlis. Gemäß dem Leipzig-Lexikon wurde das Bonorand noch bis 1935 betrieben. Jetzt befinden sich an seiner Stelle im Zoo der Bereich der Przewalski-Pferde und der Tierkindergarten.

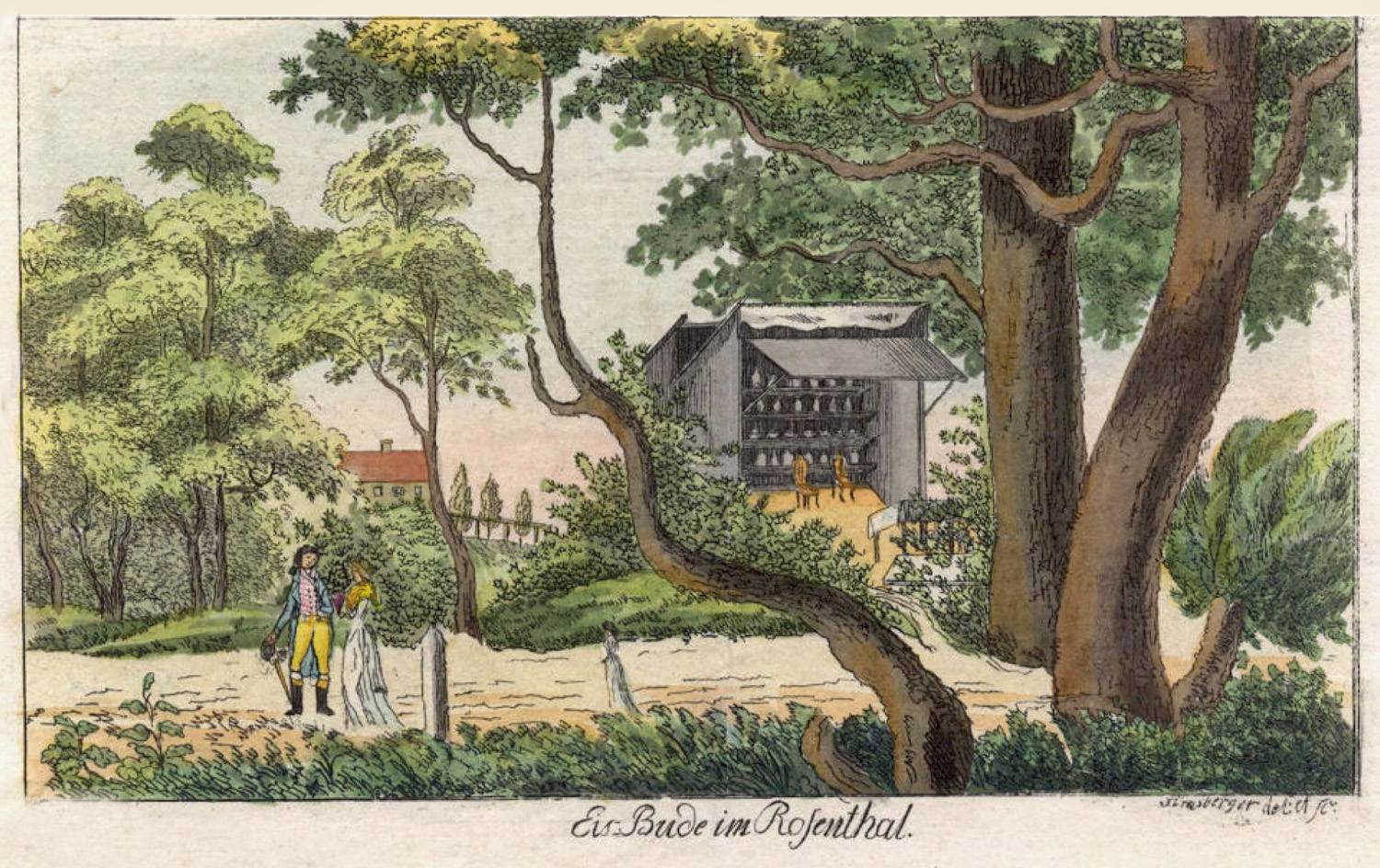
Die Eisbude am Weg nach Gohlis
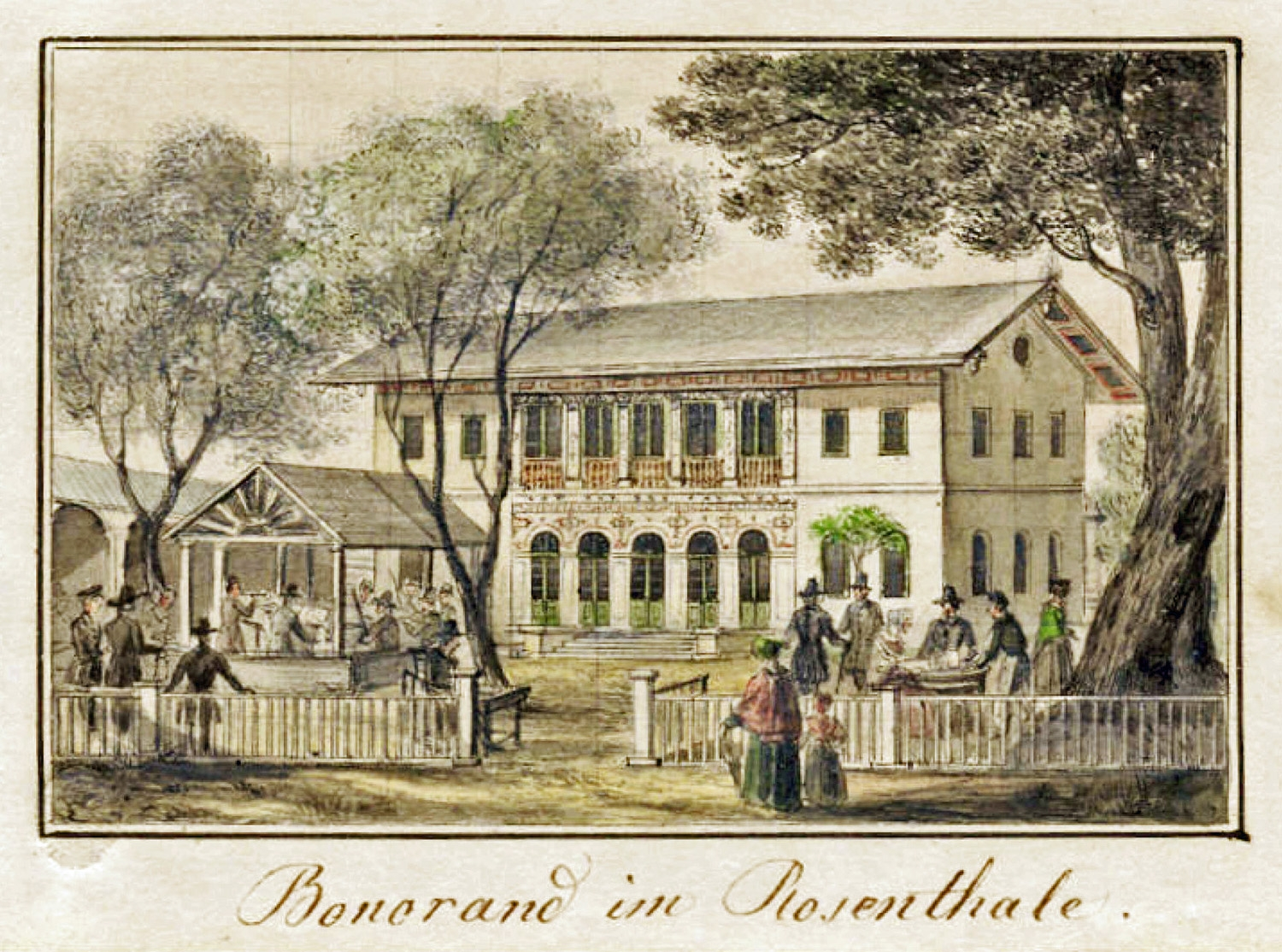
Das Bonorand um 1850
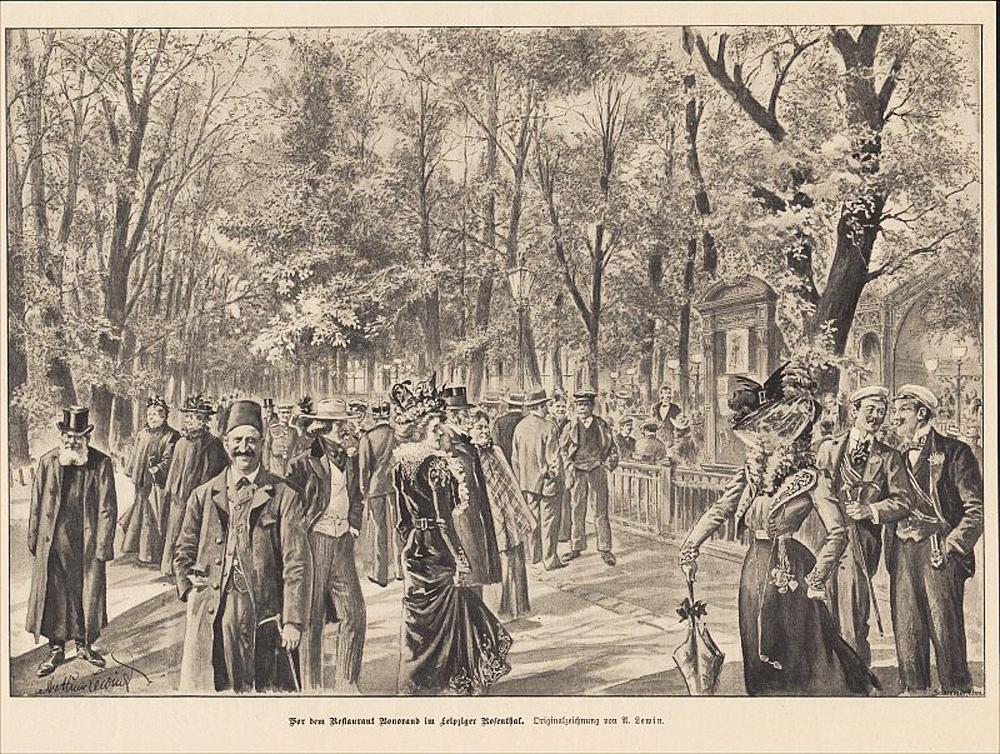
Treiben vor dem Bonorand
Der Garten des Bonorand um 1900
Der Saal im Bonorand
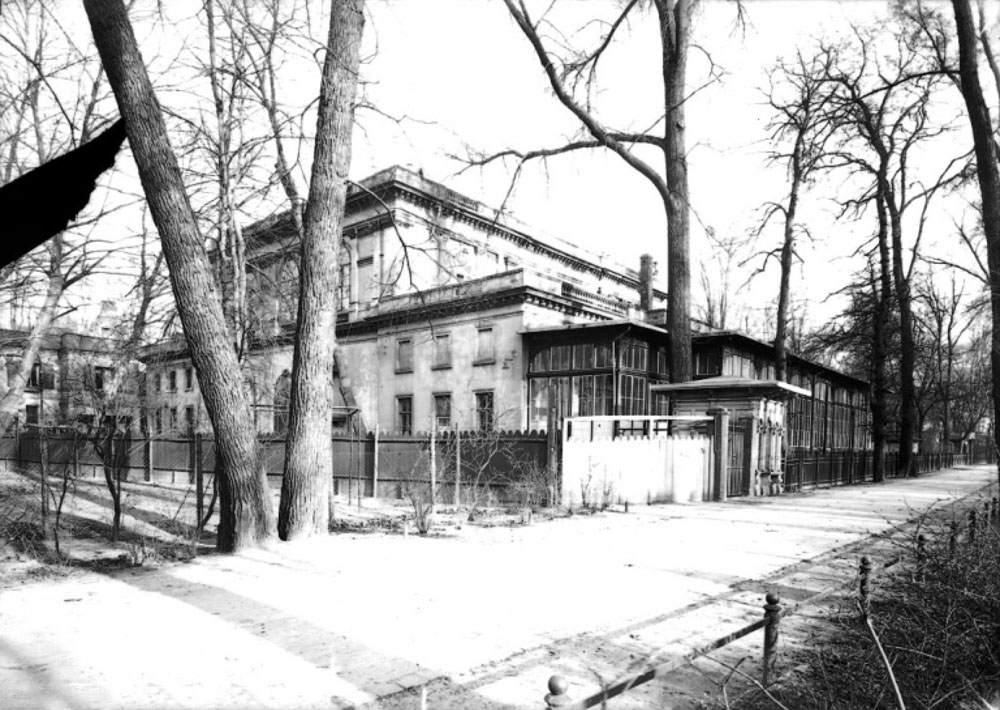
Das Bonorand um 1910